# Tagikistan ai XIII Giochi paralimpici estivi
Il Tagikistan ha inviato una delegazione per partecipare ai XIII Giochi paralimpici estivi a Pechino, nella Repubblica popolare cinese. Il paese era rappresentato da due atleti, entrambi in competizione nel powerlifting. Il portabandiera Khayrullo Abdurahimov, tuttavia, non compare nel referto ufficiale del suo evento, quindi sembra non essere stato attivo alle Paralimpiadi.